# Philippe Revaz
Philippe Revaz, né le 24 septembre 1974 à Vernayaz, est un journaliste suisse. Il présente le journal télévisé de la Radio télévision suisse (RTS) du lundi au jeudi depuis le 26 août 2019.

## Biographie
Après avoir obtenu sa maturité au collège de Saint-Maurice, il obtient une licence en lettres à l'Université de Fribourg. 
Il commence sa carrière en tant que journaliste indépendant pour Freenews à Fribourg (1999-2000), puis comme correspondant à Genève pour Radio Lac et la RSR. En 2003, il devient correspondant parlementaire à Berne pour la RSR, puis producteur et présentateur de l'émission de radio Forum sur La Première (2007-2014). Il officie ensuite comme correspondant à Washington : il couvre alors l'actualité politique américaine, d'abord pour la radio, puis pour la télévision,,.
Le 26 août 2019, il devient le présentateur principal du téléjournal de la RTS (le 19:30). Il présente les éditions du lundi au jeudi, en alternance avec la Fribourgeoise Claire Burgy. Il succède ainsi à Darius Rochebin, présentateur vedette du 19:30 depuis plus de 25 ans qui a quitté la RTS le 2 août 2020 pour rejoindre le groupe TF1.
En 2022, Philippe Revaz est visé par des tweets malveillants. Plainte pénale est déposée. L’internaute retrouvé malgré l’anonymat utilisé pour ses messages est condamné par la justice pour délits de contrainte, d’injure et de diffamation. En 2024, de faux articles sur internet mettent en scène Philippe Revaz, plainte pénale est déposée pour usurpation d'identité et pour escroquerie. La plainte se base sur un nouvel article du code pénal mis en vigueur en 2023,.

### Vie privée
Il est marié et père de deux enfants.